# Bacchisa cyanipennis
Bacchisa cyanipennis là một loài bọ cánh cứng trong họ Cerambycidae.